# Elatostema trichanthum
Elatostema trichanthum är en nässelväxtart som beskrevs av Carl Karl Adolf Georg Lauterbach. Elatostema trichanthum ingår i släktet Elatostema och familjen nässelväxter. Inga underarter finns listade i Catalogue of Life.